# 予感 (SUPER BEAVERの曲)
「予感」（よかん）は、日本のバンド・SUPER BEAVERの通算11枚目のシングル。2018年11月21日に[NOiD]/murffin discsから発売された。

## 概要
前作「虹」から約1年1ヶ月ぶり、CDシングルとしては「美しい日/全部」から約1年10か月ぶりとなるシングル。
表題曲「予感」は高橋一生主演のテレビドラマ『僕らは奇跡でできている』主題歌となっている。SUPER BEAVERが民放ゴールデン・プライム帯に放送される連続ドラマの主題歌を担当するのは今回が初。
ミュージックビデオの撮影は長野県飯山市斑尾高原にある希望湖で行われた。CD発売に先駆けて「予感」の1曲のみ10月17日に先行配信された。
ジャケットのデザインは中島みゆきのアルバム『予感』のオマージュとなっている。「予感」のジャケットだけだとそのままになってしまうので、THE BACILLUS BRAINS（THE日本脳炎）のアルバム『電撃都市通信』のジャケットと混在したデザインにするようにデザイナーに発注し、作成された。

## 収録曲
1. 予感 [4:20] 
作詞・作曲：柳沢亮太 / 編曲：SUPER BEAVER
  - 関西テレビ・フジテレビ系ドラマ「僕らは奇跡でできている」主題歌
2. まごころ [4:41]
作詞・作曲：柳沢亮太 / 編曲：SUPER BEAVER